# 1952 في الهند
فيما يلي قوائم الأحداث التي وقعت خلال عام 1952 في الهند.

## سياسة

### تعيين في المنصب
- 13 مايو – سارفيبالي راذاكريشنان نائب رئيس الهند.

## كتب
من الكتب التي صدرت هذه السنة في الهند:
- 1 يناير – حصان الشمس السابع من تأليف Dharamvir Bharati [الإنجليزية]‏.

## مواليد

### يناير
- 1 يناير – فينكاترامان راماكريشنان
- 9 يناير – كاوشيك باسو اقتصادي هندي.

### فبراير
- 4 فبراير – بريم لال جوشي
- 12 فبراير – سوغاتا ميترا

### مارس
- 20 مارس – أناند أمريتراج لاعب كرة مضرب هندي.

### يونيو
- 23 يونيو – راج بابار

### سبتمبر
- 4 سبتمبر – ريشي كابور
- 5 سبتمبر – فيدو فينود تشوبرا مخرج أفلام هندي.

### أكتوبر
- 23 أكتوبر – ديفيد أرورا أخصائي فطريات من الولايات المتحدة الأمريكية.

### ديسمبر
- 28 ديسمبر – آرون جايتلي سياسي هندي.

## وفيات

### مارس
- 7 مارس – برمهنسا يوغانندا (مواليد 1893) يوغي والمعلم.

### ديسمبر
- 31 ديسمبر – كفاية الله الدهلوي (مواليد 1875)